# Олена Кантакузина
Олена Кантакузина (1333 — 10 грудня 1396) — візантійська імператриця, дружина імператора Іоанна V

## Життєпис
Походила зі знатного роду Кантакузиних. Донька Іоанна Кантакузина, впливового сановника часів імператора Андроніка III. Матір'ю Олени була Ірина Асеніна. Народилася у 1333 році в Константинополі. У 1341 році почалося військове протистояння між батьком Олени та регентшею імперії Анною Савойською. За наказом останньої Олена разом з братами та бабцею опинилася під арештом. Лише у 1346 році отримує право вільного пересування. Того ж року разом з матір'ю супроводжує сестру Феодору до Селембірії, де відбулося весілля останньої з османським беєм Орханом I.
Після захоплення столиці імперії Іоанном Кантакузином (стає старшим імператором під ім'ям Іоанн VI) у 1347 році відбувся шлюб з молодим імператором Іоанном V Палеологом. У 1352 році супроводжувала чоловіка до Фракії, де той отримав міста від Іоанна VI. Згодом намагалася встановити мир між чоловіком, батьком та братом Матвієм, який 1352 року теж стає імператором. Проте імператриця не мала значного успіху.
У 1354 році Іоанн V повалив Іоанна VI. Після цього батьки Олени прийняли постриг, а Олена залишилася поруч з чоловіком, намагаючись впливати на політичні справи. У 1376 році намагалася замирити сина Андроніка IV з батьком, але марно. В результаті син Олени опинився у в'язниці. У 1379 році імператриця разом з генуезцями сприяла втечі сина, який повалив батька й став одноосібним імператором. Але невдовзі Андроніка IV було повалено. Тоді син узяв у заручники матір і її сестер та батька (свого діда), закріпившись у Галаті. Волю імператриця отримала лише у 1381 році.
У 1391 році після смерті чоловіка-імператора Олена стала черницею під ім'ям Гіпонома в монастирі Св. Марти. Втім, і далі давала поради імператорові Мануїлу II. Померла у 1396 році.

## Родина
Чоловік — Іоанн V Палеолог, візантійський імператор.
Діти:
- Андронік (1348—1385), імператор
- Ірина (1349 — після 1362), дружина Халіля, сина Орхана I, правителя Османського бейліка
- Мануїл (1350—1425), імператор
- Феодор (1355—1407), 4-й деспот Мореї
- Михайло (д/н — 1376/1377)
- Марія (д/н — 1376)
- донька
- донька, черниця з 1373 року